# Diplusodon cordifolius
Diplusodon cordifolius är en fackelblomsväxtart som beskrevs av A. Lourteig. Diplusodon cordifolius ingår i släktet Diplusodon och familjen fackelblomsväxter. Inga underarter finns listade i Catalogue of Life.